# Sutina (Muć)
Sutina je naselje u općini Muć, u Splitsko-dalmatinskoj županiji. 

## Zemljopis
Naselje se nalazi na državnoj cesti D56.

## Stanovništvo
1991. povećano za dio naselja Neorić. U 1869. i 1921. sadrži podatke za naselje Zelovo.
| broj stanovnika | 247   | 439   | 260   | 276   | 299   | 297   | 410   | 388   | 429   | 507   | 527   | 546   | 409   | 356   | 313   | 349   | 341   |
|                 | 1857. | 1869. | 1880. | 1890. | 1900. | 1910. | 1921. | 1931. | 1948. | 1953. | 1961. | 1971. | 1981. | 1991. | 2001. | 2011. | 2021. |

## Poznate osobe
Duhovnikom je u Sutini bio don Većeslav Šupuk. 

Jedan od poznatih ljudi rođenih u Sutini jest splitski biskup dr. Petar Šolić, rođen 5. lipnja 1948., a tragično preminuo 6. prosinca 1992. godine u prometnoj nesreći u mjestu Otrić.